# Intensity
Intensity é um o primeiro álbum da parceria entre os aclamados guitarristas brasileiros Alex Martinho e Sydnei Carvalho.
O álbum foi lançado em 2004.

## Faixas
| N.º            | Título                                     | Duração |  |
| 1.             | "First Step"                               | 03:55   |  |
| 2.             | "Double Division"                          | 03:44   |  |
| 3.             | "Intensity"                                | 04:34   |  |
| 4.             | "Two Ways, One Path"                       | 04:35   |  |
| 5.             | "Book of Life"                             | 04:30   |  |
| 6.             | "Seven Circles Part. I (The Insider)"      | 03:58   |  |
| 7.             | "Seven Circles Part. II (The Outsider)"    | 05:26   |  |
| 8.             | "The Shoe Maker"                           | 07:33   |  |
| 9.             | "Inner Perception"                         | 03:49   |  |
| 10.            | "Underground"                              | 04:19   |  |
| 11.            | "8mm"                                      | 05:12   |  |
| 12.            | "Bonus Track: Book of Life (Instrumental)" | 03:24   |  |
| Duração total: | Duração total:                             | 54:59   |  |

## Prêmios e Indicações
- 2005 - Prêmio Claro - Melhor Cd de Música Instrumental do ano.[1]